# Nevill Francis Mott
Sir Nevill Francis Mott (FRS, CH; Leeds, 30 settembre 1905 – Milton Keynes, 8 agosto 1996) è stato un fisico inglese, vincitore, insieme a Philip Warren Anderson e John Hasbrouck van Vleck, del premio Nobel per la fisica nel 1977, per «le loro fondamentali indagini teoriche sulla struttura elettronica dei sistemi magnetici e disordinati».